# Podnoszenie ciężarów na Igrzyskach Ameryki Południowej 2018
Podnoszenie ciężarów na Igrzyskach Ameryki Południowej 2018 odbywało się w dniach 28–31 maja 2018 roku w Coliseo Grover Suárez w Cochabamba w szesnastu konkurencjach.

## Podsumowanie

### Klasyfikacja medalowa
| Klasyfikacja medalowa | Klasyfikacja medalowa | Klasyfikacja medalowa | Klasyfikacja medalowa | Klasyfikacja medalowa | Klasyfikacja medalowa |
| --------------------- | --------------------- | --------------------- | --------------------- | --------------------- | --------------------- |
| Miejsce               | Reprezentacja         | Złoto                 | Srebro                | Brąz                  | Razem                 |
| 1                     | Kolumbia              | 6                     | 6                     | 2                     | 14                    |
| 2                     | Wenezuela             | 4                     | 3                     | 4                     | 11                    |
| 3                     | Ekwador               | 4                     | 3                     | 3                     | 10                    |
| 4                     | Chile                 | 2                     | 0                     | 2                     | 4                     |
| 5                     | Peru                  | 0                     | 2                     | 2                     | 4                     |
| 6                     | Brazylia              | 0                     | 1                     | 2                     | 3                     |
| 7                     | Aruba                 | 0                     | 1                     | 0                     | 1                     |
| 8                     | Argentyna             | 0                     | 0                     | 1                     | 1                     |

### Medaliści
| Konkurencja    | 1. miejsce            | 2. miejsce          | 3. miejsce                |           |
| Mężczyźni      | Mężczyźni             | Mężczyźni           | Mężczyźni                 | Mężczyźni |
| -------------- | --------------------- | ------------------- | ------------------------- | --------- |
| do 56 kg       | Carlos Berna          | Wlider Posada       | Marcos Rojas              |           |
| do 62 kg       | Jhon Jairo Serna      | Luis Higuita        | Cristhian Zurita          |           |
| do 69 kg       | Julio Mayora          | Óscar Terrones      | Vinicius Dias de Carvalho |           |
| do 77 kg       | Hugo Montes           | Yony Andica         | Renson Balza              |           |
| do 85 kg       | Arley Méndez          | Keydomar Vallenilla | Kevin Wormald             |           |
| do 94 kg       | Jeyson Arias          | Brayan Rodallegas   | Paúl Ferrín               |           |
| do 105 kg      | Jesús González        | Jorge Arroyo        | Hernán Viera              |           |
| powyżej 105 kg | Anderson Calero       | Joel Kuiperi        | Alejo Solito              |           |
| Kobiety        |                       |                     |                           |           |
| do 48 kg       | Angélica Campoverde   | Luana Madeira       | Emily Figueiredo          |           |
| do 53 kg       | Yenny Sinisterra      | Tessy Sandi         | Karen Fernández           |           |
| do 58 kg       | Alexandra Escobar     | Karool Blanco       | María Lobón               |           |
| do 63 kg       | Jackelina Heredia     | Yusleidy Figueroa   | Nathalia Llamosa          |           |
| do 69 kg       | Mercedes Pérez        | Miyareth Mendoza    | Yadira Nazareno           |           |
| do 75 kg       | Neisi Dajomes         | Tamara Salazar      | Dayana Chirinos           |           |
| do 90 kg       | María Fernanda Valdés | Oliba Nieve         | Naryury Pérez             |           |
| powyżej 90 kg  | Yaniuska Espinosa     | Mirufay Morillo     | Nicol Matamala            |           |